# Mickey Simmonds
Mickey Simmonds (* 31. ledna 1959 Chesterfield) je britský studiový klávesista a skladatel. Známý je svou spoluprací s Mikem Oldfieldem, Fishem a skupinami Renaissance a Camel. Mezi další hudebníky, se kterými Simmonds hrál, patří např. Joan Armatrading, Paul Young, nebo Art Garfunkel.
Simmonds v současné době pracuje na své druhé sólové desce s názvem The Seven Colours of Emptiness.

## Sólová diskografie
- The Shape of Rain (1996)